# Batuhideung
Batuhideung is een bestuurslaag in het regentschap Pandeglang van de provincie Banten, Indonesië. Batuhideung telt 3598 inwoners (volkstelling 2010).